# Queen's Club Championships 2019
I Queen's Club Championships, noti anche come Fever-Tree Championships per motivi di sponsorizzazione, sono stati un torneo di tennis giocato su campi di Erba, facente parte dell'ATP World Tour 500 series, nell'ambito dell'ATP Tour 2019. È stata la 126ª edizione dell'evento e si è giocato nell'impianto del Queen's Club a Londra, in Inghilterra, dal 17 al 23 giugno 2019.

## Partecipanti

### Teste di serie
| Nazionalità | Giocatore             | Ranking* | Testa di serie |
| ----------- | --------------------- | -------- | -------------- |
| Grecia      | Stefanos Tsitsipas    | 6        | 1              |
| Sudafrica   | Kevin Anderson        | 8        | 2              |
| Argentina   | Juan Martín del Potro | 12       | 3              |
| Russia      | Daniil Medvedev       | 13       | 4              |
| Croazia     | Marin Čilić           | 15       | 5              |
| Canada      | Milos Raonic          | 18       | 6              |
| Svizzera    | Stan Wawrinka         | 19       | 7              |
| Canada      | Félix Auger-Aliassime | 21       | 8              |

* Ranking al 10 giugno 2019.

### Altri partecipanti
I seguenti giocatori hanno ricevuto una wild card:
- Jay Clarke
- Daniel Evans
- Feliciano López

Il seguente giocatore è entrato in tabellone come special exempt:
- Adrian Mannarino

I seguenti giocatori sono passati dalle qualificazioni:

- Aljaž Bedene
- Alexander Bublik
- Nicolas Mahut
- James Ward

Il seguente giocatore è entrato in tabellone come lucky loser:
- Roberto Carballés Baena

### Ritiri
Prima del torneo
- Adrian Mannarino → sostituito da  Roberto Carballés Baena

Durante il torneo
- Juan Martín del Potro

## Punti e montepremi
| Torneo    | Torneo              | V       | F       | SF      | QF     | 2T     | 1T     | Q  | Q2    | Q1    |
| Singolare | Punti               | 500     | 300     | 180     | 90     | 45     | 0      | 20 | 10    | 0     |
| Singolare | Premi in denaro (€) | 429.995 | 215.940 | 108.965 | 57.260 | 28.620 | 15.830 | –  | 6.090 | 3.045 |
| Doppio    | Punti               | 500     | 300     | 180     | 90     | –      | 0      | –  | –     | –     |
| Doppio    | Premi in denaro (€) | 135.090 | 66.130  | 33.170  | 17.020 | –      | 8.790  | –  | –     | –     |

## Campioni

### Singolare
Feliciano López ha sconfitto in finale  Gilles Simon con il punteggio di 6-2, 6(4)–7, 7–6(2).
- È il settimo ed ultimo titolo in carriera per López.

### Doppio
Feliciano López /  Andy Murray hanno sconfitto in finale  Rajeev Ram /  Joe Salisbury con il punteggio di 7–6(6), 5-7, [10-5].